# Houstonia teretifolia
Houstonia teretifolia är en måreväxtart som beskrevs av Edward Everett Terrell. Houstonia teretifolia ingår i släktet Houstonia och familjen måreväxter. Inga underarter finns listade i Catalogue of Life.